# والدبرون (هسن)
والدبرون (به آلمانی: Waldbrunn) یک شهر در آلمان است که در لیمبرگ-وایلبورگ واقع شده‌است. والدبرون ۵٬۹۳۷ نفر جمعیت دارد.

## خواهرخوانده
شهر اوشتشتاینبک خواهرخواندهٔ والدبرون (هسن) هست.

## نگارخانه

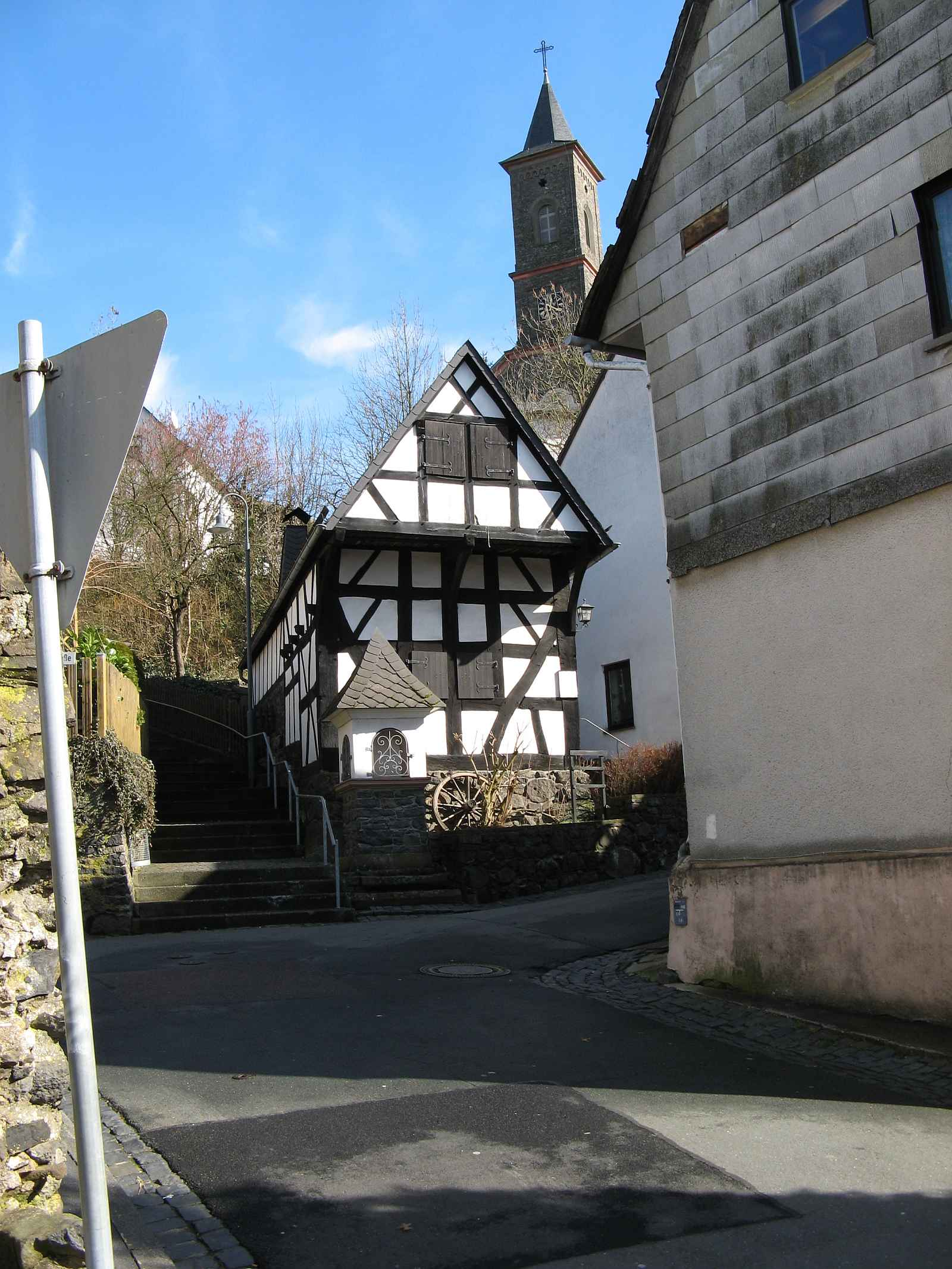
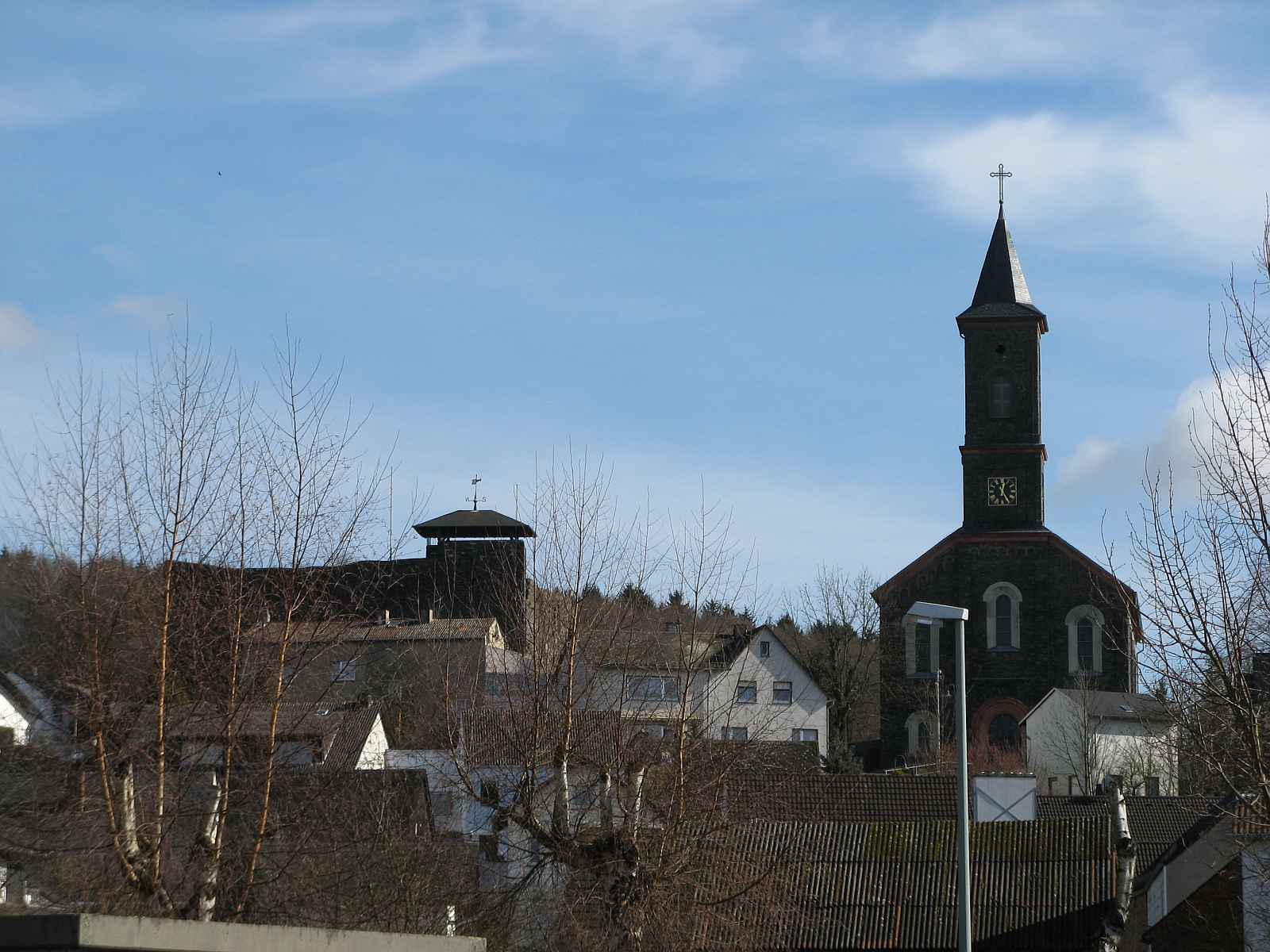
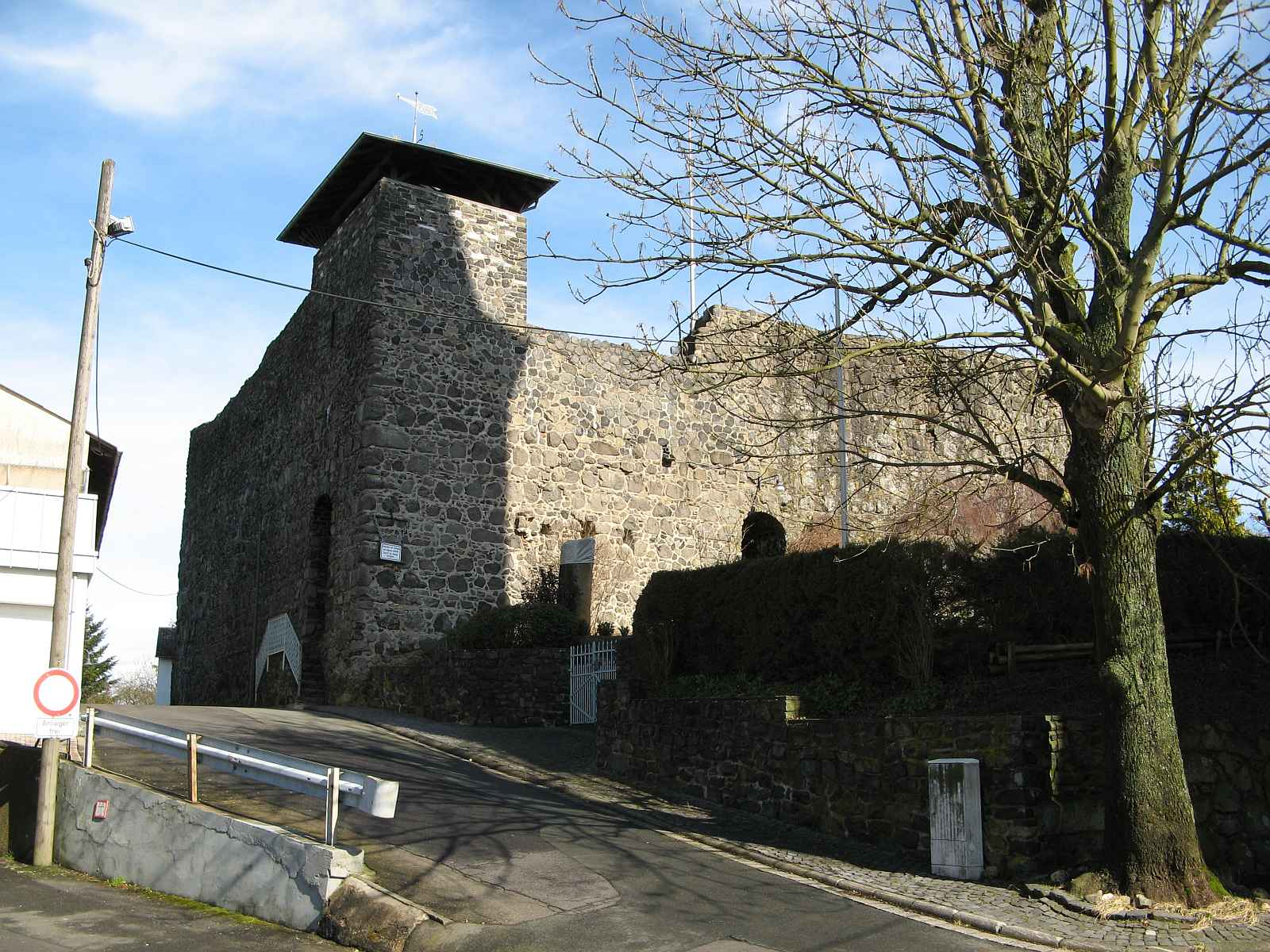
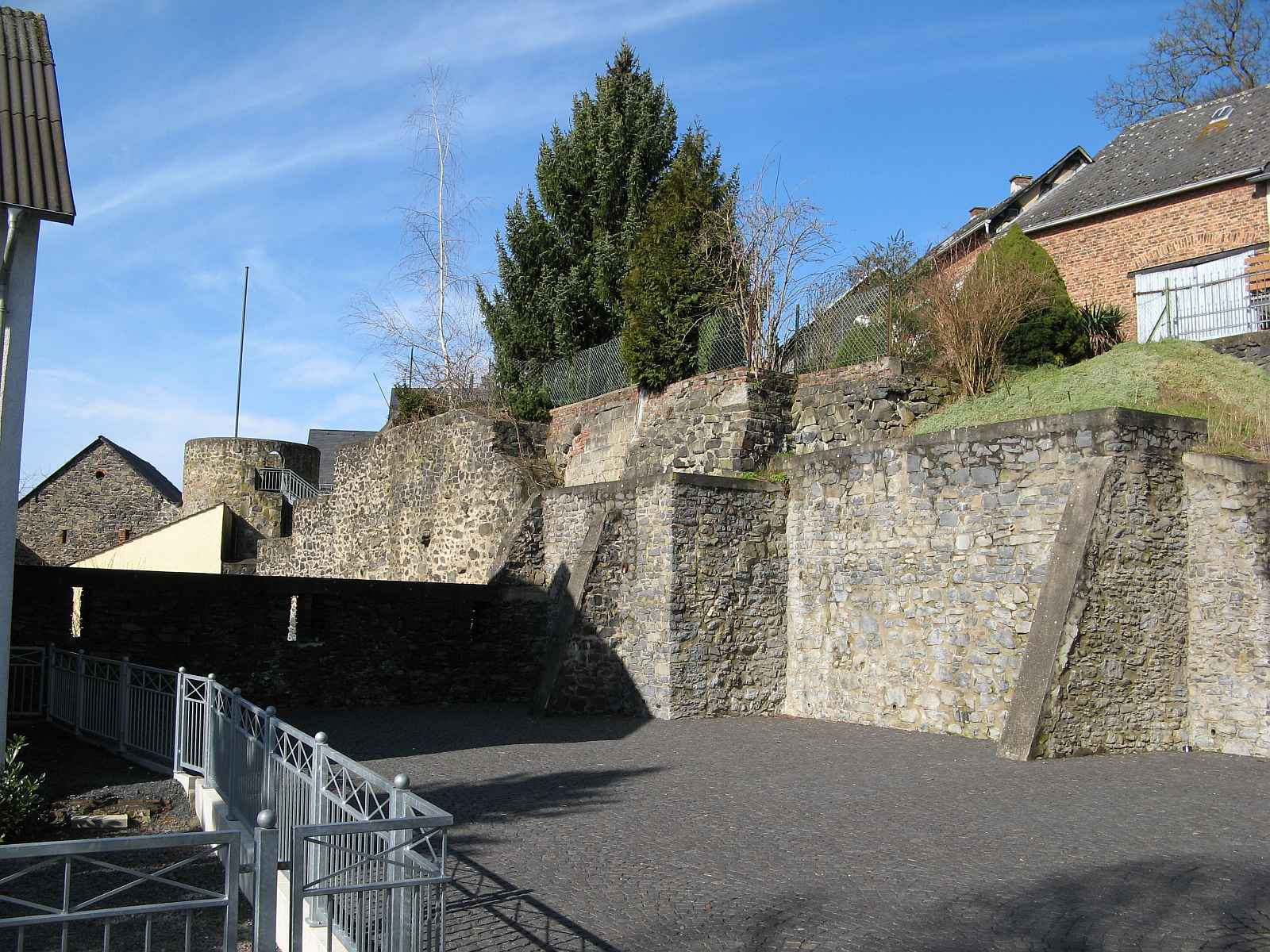
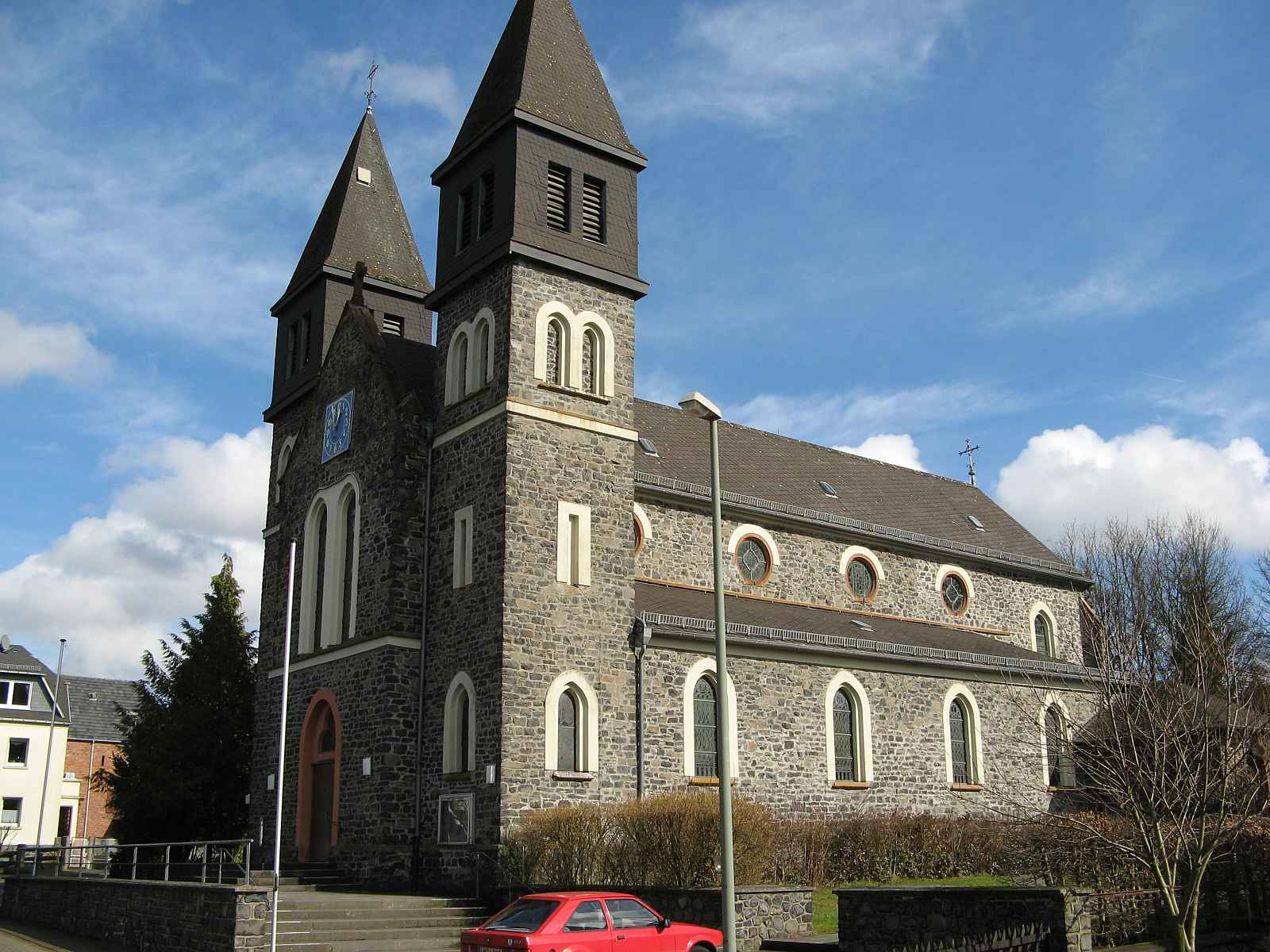
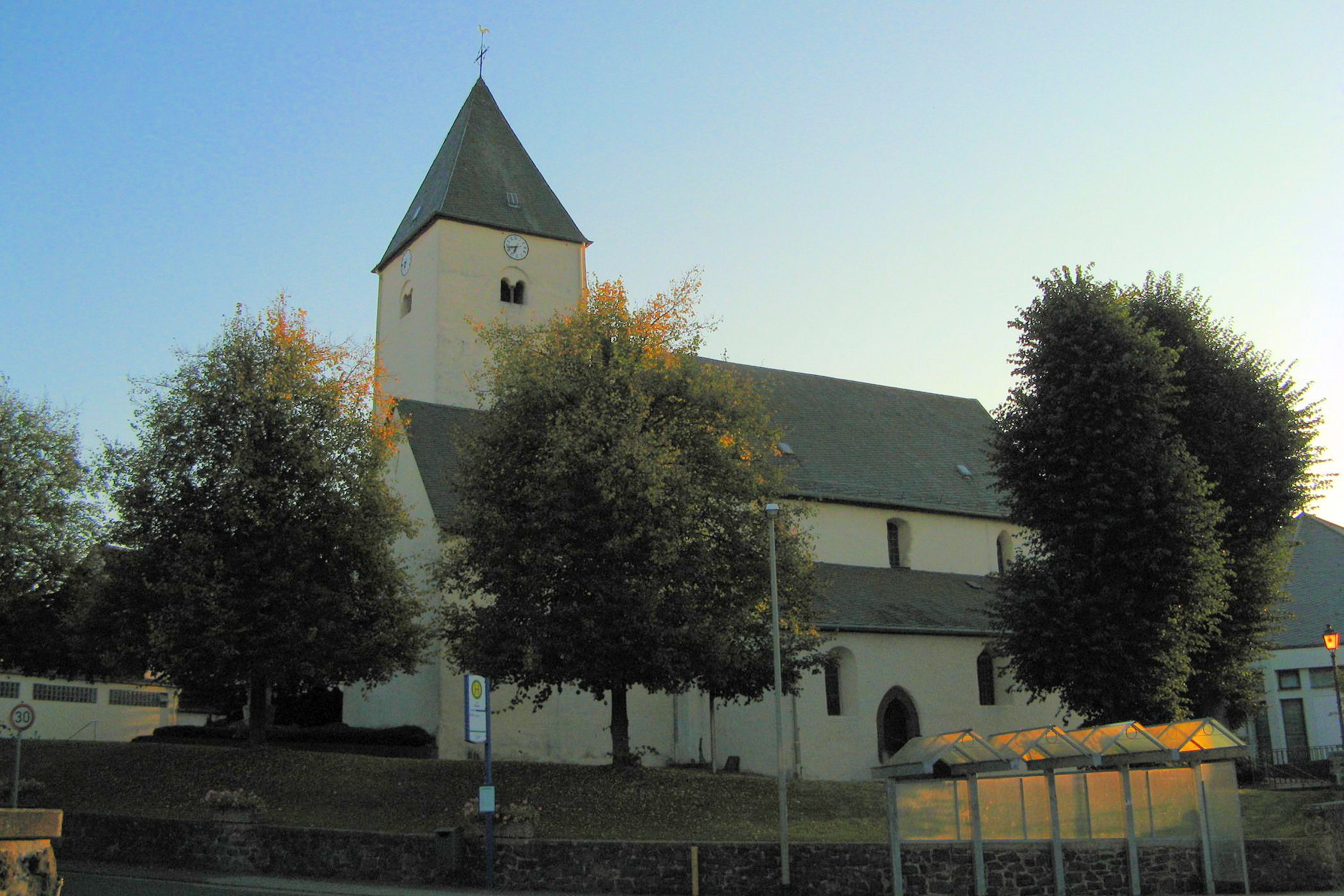
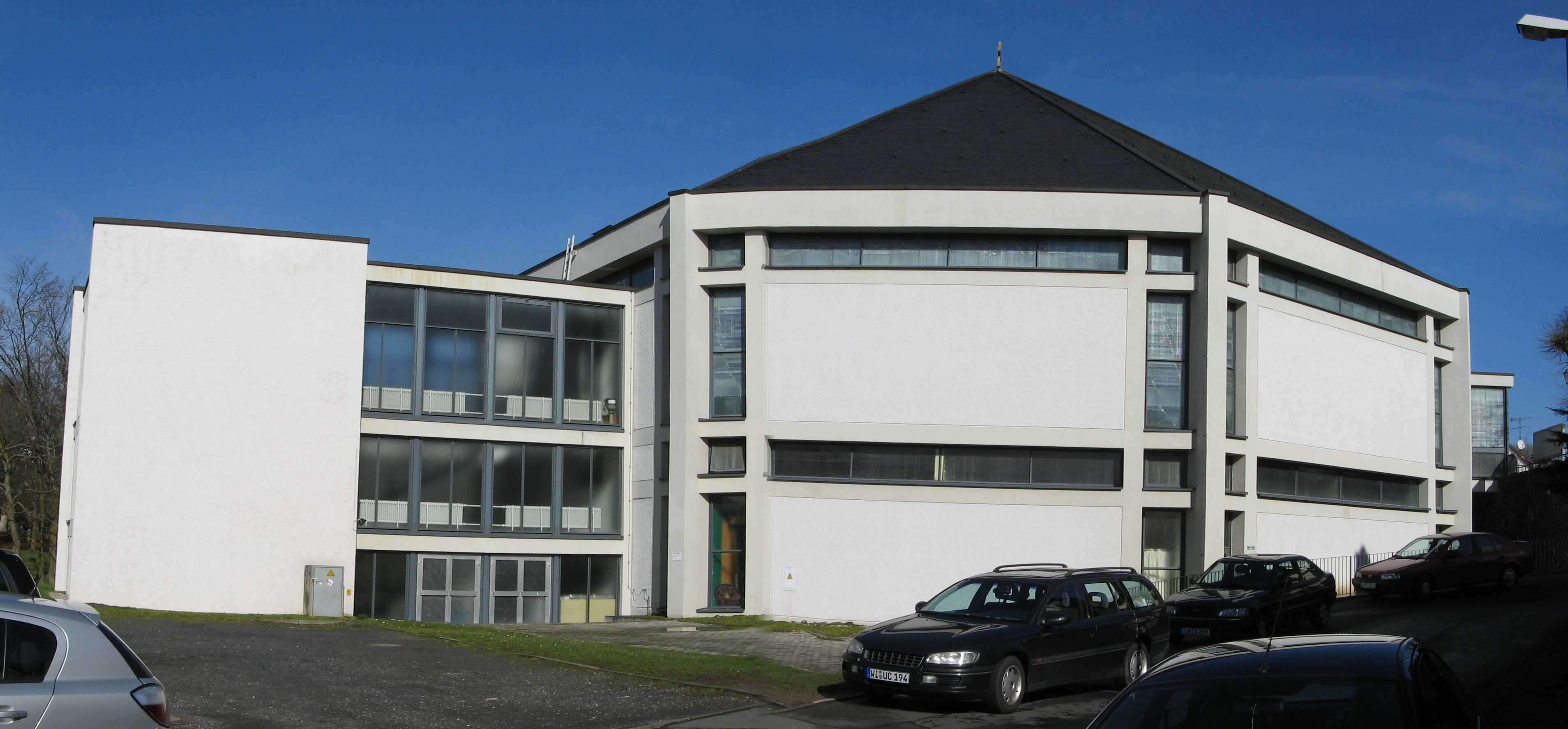
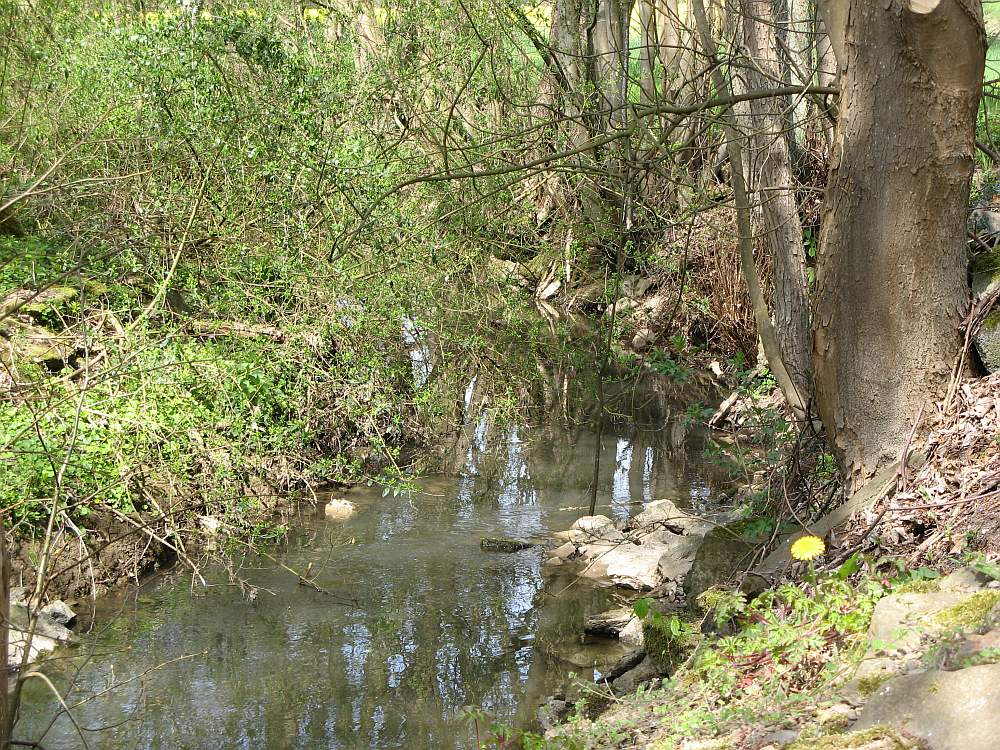